# Czubatka (Ryczów)

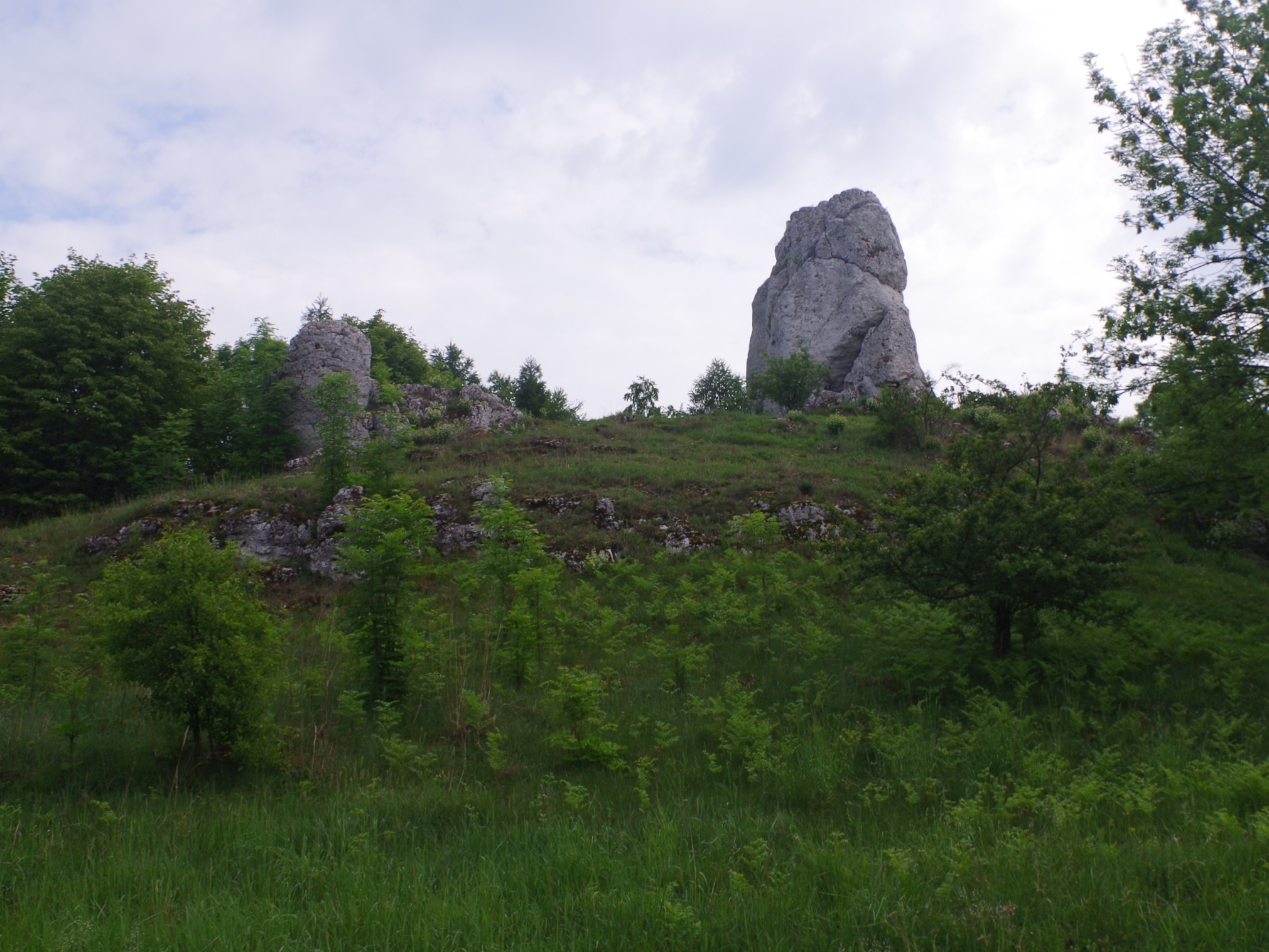

Czubatka – skała w miejscowości Ryczów w województwie śląskim, w powiecie zawierciańskim, w gminie Ogrodzieniec. Są to tereny Wyżyny Częstochowskiej z licznymi skałami wapiennymi. W Ryczowie jest jedną z wielu takich skał. Należą do tzw. Ryczowskiego Mikroregionu Skałkowego.
Czubatka jest ostańcem na szczycie niewielkiego wzniesienia wśród pól uprawnych Ryczowa. Wznosi się po drugiej stronie drogi naprzeciwko cmentarza. Wzgórze porasta murawa kserotermiczna.